# Antonov A-40
Antonov A-40 Krylya Tanka  ("tăng có cánh") là một phát triển của Xô viết nhằm cho phép một chiếc xe tăng lượn vào chiến trường sau khi đã được một chiếc máy bay khác kéo lên không, nhiệm vụ hỗ trợ các lực lượng không vận hay du kích. Một nguyên mẫu đã được chế tạo và thử nghiệm năm 1942, nhưng kết quả cho thấy ý tưởng khó có thể hoạt động được. Phương tiện này thỉnh thoảng được gọi là A-40T hay KT.
Thay vì chất một chiếc xe tăng hạng nhẹ lên tàu lượn như các quốc gia khác đã làm, các lực lượng không vận Xô viết đã gắn một chiếc xe tăng hạng nhẹ T-27 bên dưới chiếc máy bay ném bom hạng nạng và thả nó xuống các sân bay. Trong thập niên 1930 nhiều cuộc thực nghiệm nhằm thả xe tăng bằng dù hay đơn giản là thả chúng xuống nước. Trong thời gian chiếm đóng Bessarabia năm 1940 những chiếc xe tăng hạng nhẹ có thể đã được thả xuống từ độ cao vài mét bởi những chiếc máy bay ném bom TB-3, và chạy đà dừng lại với khớp ly hợp ở số không.
Vấn đề lớn nhất với các phương tiện được thả xuống từ trên không là kíp lái của các xe thiết giáp này được thả tách biệt và có thể bị trì hoãn hay thậm chí không thể tham gia tác chiến. Những chiếc tàu lượn cho phép kíp lái có thể tới vùng tác chiến cùng lúc với phương tiện của mình. Việc này cũng làm giảm thiểu nguy cơ đối với những chiếc máy bay đắt tiền, vốn không cần phải có mặt tại trận chiến. Vì thế Không quân Xô viết đã đặt hàng Oleg Antonov thiết kế tàu lượn để thả xe tăng.

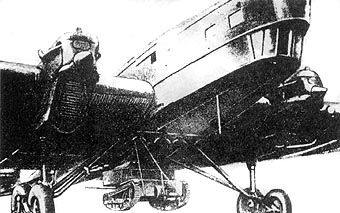
Máy bay ném bom TB-3 mang xe tặng hạng nhẹ T-27, 1935

Antonov còn có nhiều tham vọng hơn, và thay vì lắp cánh tháo lắp được vào những chiếc xe tăng hạng nhẹ T-60, ông chế tạo những mô hình hai tầng cánh bằng vải và gỗ lớn với cánh đuôi. Chiếc xe tăng như thế có thể lướt vào trận địa, tháo bỏ cánh và sẵn sàng chiến đấu chỉ trong vài phút.
Một chiếc T-60 đã được chuyển đổi thành tàu lượn năm 1942, dự định được kéo bởi một chiếc Petlyakov Pe-8 hay Tupolev TB-3. Chiếc xe tăng đã được tháo bỏ trọng lượng thừa như giáp sắt, vũ khí, đèn pha và chỉ mang theo một lượng nhiên liệu nhỏ để hoạt động trên không. Thậm chí khi đã được chuyển đổi, chiếc máy bay ném bom TB-3 vẫn rất khó khăn để thả nó trong chuyến bay duy nhất ngày 2 tháng 9 năm 1942 để khỏi lao xuống đất, vì chiếc T-60 quá vướng víu (dù chiếc xe tăng được báo cáo là đã trượt khá êm). Một chiếc A-40 đã được phi công thực nghiệm Xô viết nổi tiếng Sergey Anokhin điều khiển. Chiếc T-60 đã hạ cánh trên một cánh đồng gần sân bay, và sau khi tháo bỏ cánh và cánh đuôi, nó chạy ngược về căn cứ. Tuy nhiên, vì thiếu loại máy bay đủ mạnh để kéo nó ở tốc độ cần thiết là 160 km/h cho nên dự án đã bị huỷ bỏ.
Liên bang Xô viết đã tiếp tục phát triển các cách thức nhằm tăng hiệu quả việc triển khai các phương tiện bằng không quân. Tầm cuối 1940, đầu 1950, họ đã thành công với mẫu tăng siêu nhẹ ASU-57. Tới giữa thập niên 1970, họ đã có thể thả các phương tiện chiến đấu BMD-1 với đầy đủ kíp lái (ngồi bên trong xe) xuống đất.

Antonov A-40

## Tính năng kỹ chiến thuật (Antonov A-40 KT)
- Tổ lái: 2
- Sức chứa: 1 xe tăng T-60
- Chiều dài: 10,06 m (39 ft 6,75in)
- Sải cánh: 18 m (59 ft 0,75in)
- Chiều cao: ??? m (??? ft ??? in)
- Diện tích cánh: 85,8 m² (923,5 ft²)
- Trọng lượng rỗng: 2000 kg (~4410 lb)
- Trọng lượng cất cánh tối đa: 7800 kg (~17200 lb)